# بلغار (مدينة)
بُلغار (بالتتارية: Болгар)‏ كانت عاصمة بلغار الفولغا بشكل متقطع من القرن الثامن إلى القرن الخامس عشر، جنبًا إلى جنب مع بيليار ونور سوفار. كانت تقع على ضفة نهر الفولغا، حوالي 30 كم بعد المصب من التقائه مع نهر كاما وحوالي 130 كم من قازان الحديثة في منطقة سباسكي الآن. غربها تقع بلدة صغيرة حديثة، منذ عام 1991 تعرف باسم بولغار. وقد أدرجت لجنة التراث العالمي اليونسكو مدينة بولغار التاريخية والأثرية إلى قائمة التراث العالمي في عام 2014.

## التاريخ
من المفترض أن تكون المدينة عاصمة فولغا بلغاريا منذ القرن الثامن. أجبرت التوغلات الروسية المنتظمة على طول نهر الفولجا، والمعارك الداخلية ملوك الفولغا البلغاريين على نقل عاصمتهم بشكل متقطع إلى بيليار. بعد تدمير بيليار أثناء الغزو المغولي، أصبحت العاصمة القديمة مركزًا لمقاطعة منفصلة (أو دوقية) داخل الخانية الذهبية. خلال فترة الهيمنة المغولية، اكتسبت بلغار ثروة هائلة، والعديد من المباني المهيبة، ونمت عشرة أضعاف حجمها السابق.
شهدت حرب توختاميش-تيمور انخفاضا ملحوظا في ثرواتها. تم طردها من قبل بولاق تمير في عام 1361، وتعرضت للخطر من قبل تيمورلنك، ونهبت من قبل القراصنة الروس (أوشكينيكي)، ودُمّرت في عام 1431 من قبل فاسيلي الثاني (دوقية موسكو الكبرى). كمركز ديني مسلم استمرت بلغار حتى منتصف القرن السادس عشر عندما غزا القيصر الروسي إيفان الرهيب خانية قازان ودمجها في الدولة الروسية.
خلال فترة الحكم القيصري، تمت تسوية موقع البلدة القديمة من قبل عامة الروس. أصدر القيصر بطرس الأكبر أمرًا خاصًا للحفاظ على الآثار المتبقية، والذي ربما كان أول قانون روسي يهدف إلى الحفاظ على التراث التاريخي.

### الحج الصغير
خلال الفترة السوفيتية، كانت بولجار مركزًا لحركة إسلامية محلية تعرف باسم الحج الصغير، لم يتمكن المسلمون من تتارستان وأجزاء أخرى من الاتحاد السوفييتي من الذهاب للحج إلى مكة، لذلك سافروا بدلاً من ذلك إلى بلغار.

## الآثار والمعابد

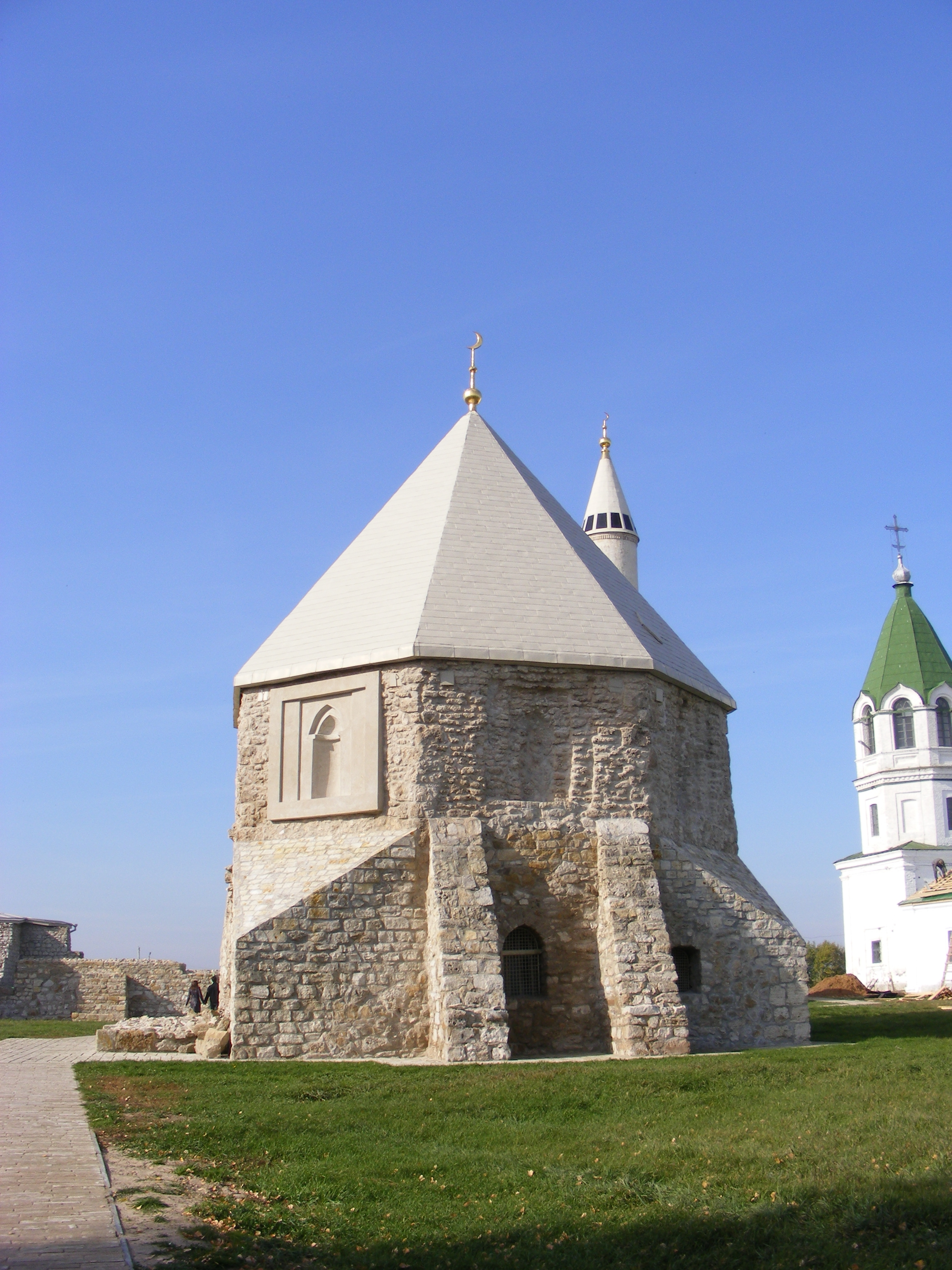
الضريح الشرقي
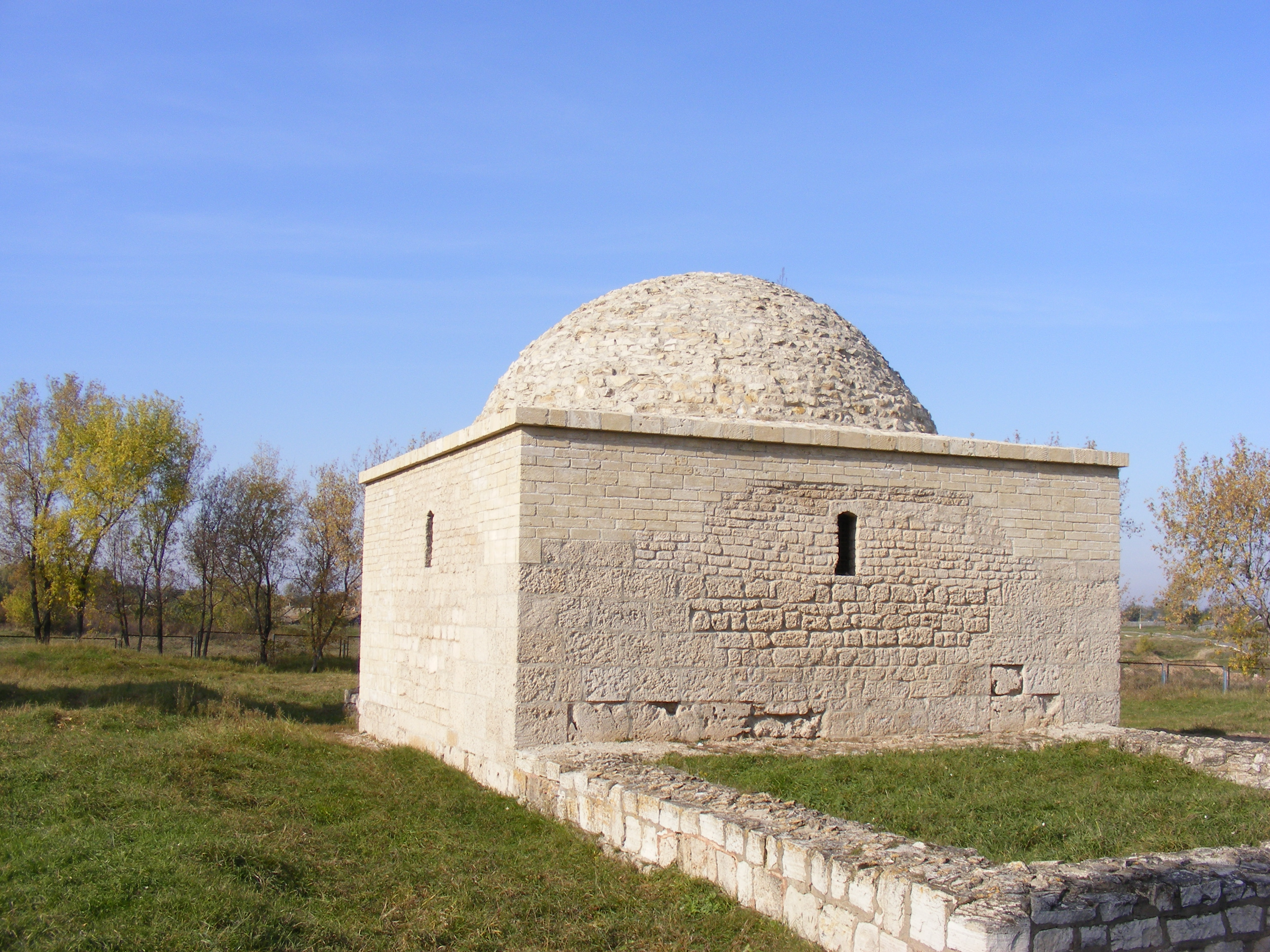
ضريح الخانات
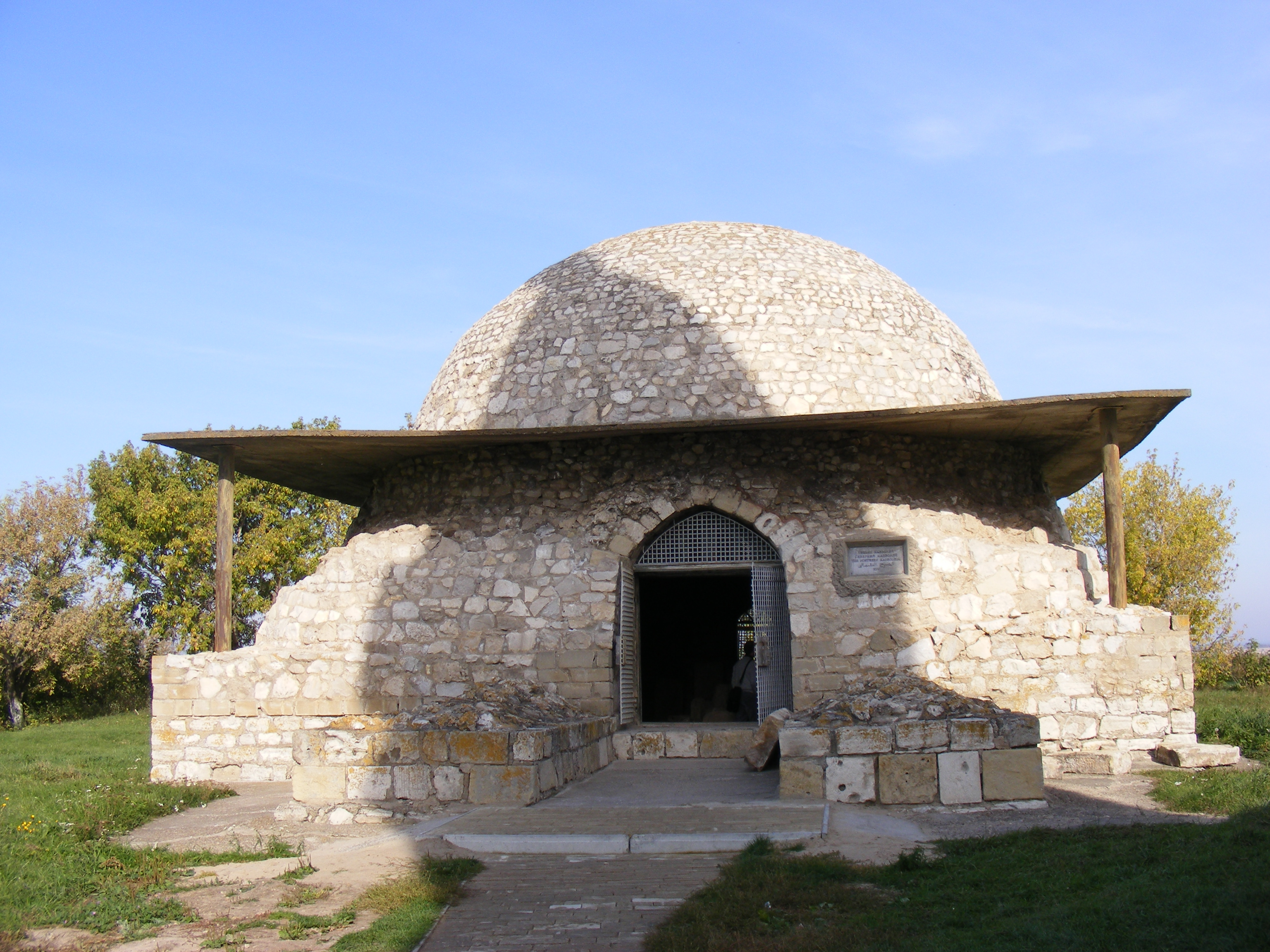
الضريح الشمالي
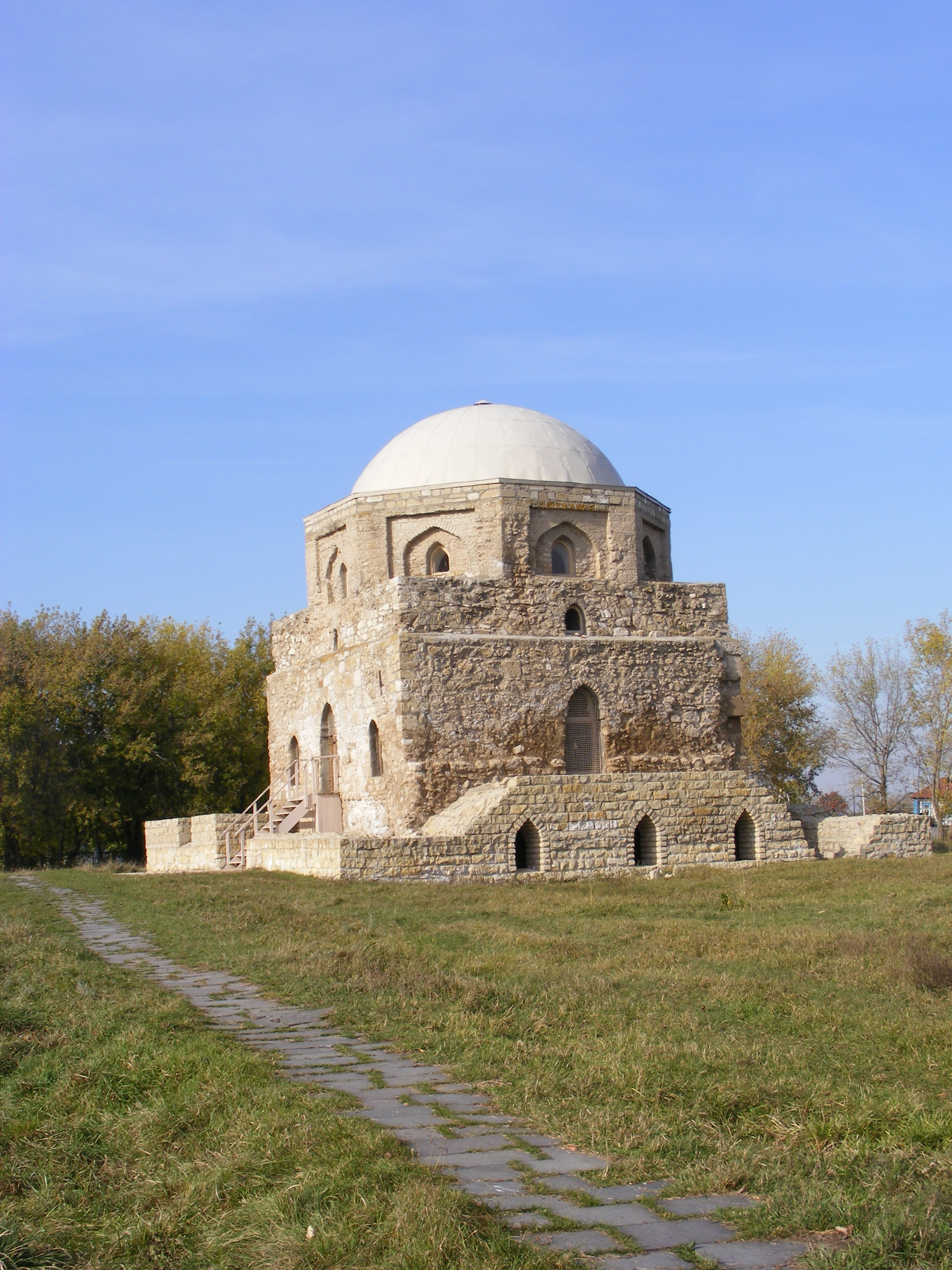
الغرفة السوداء
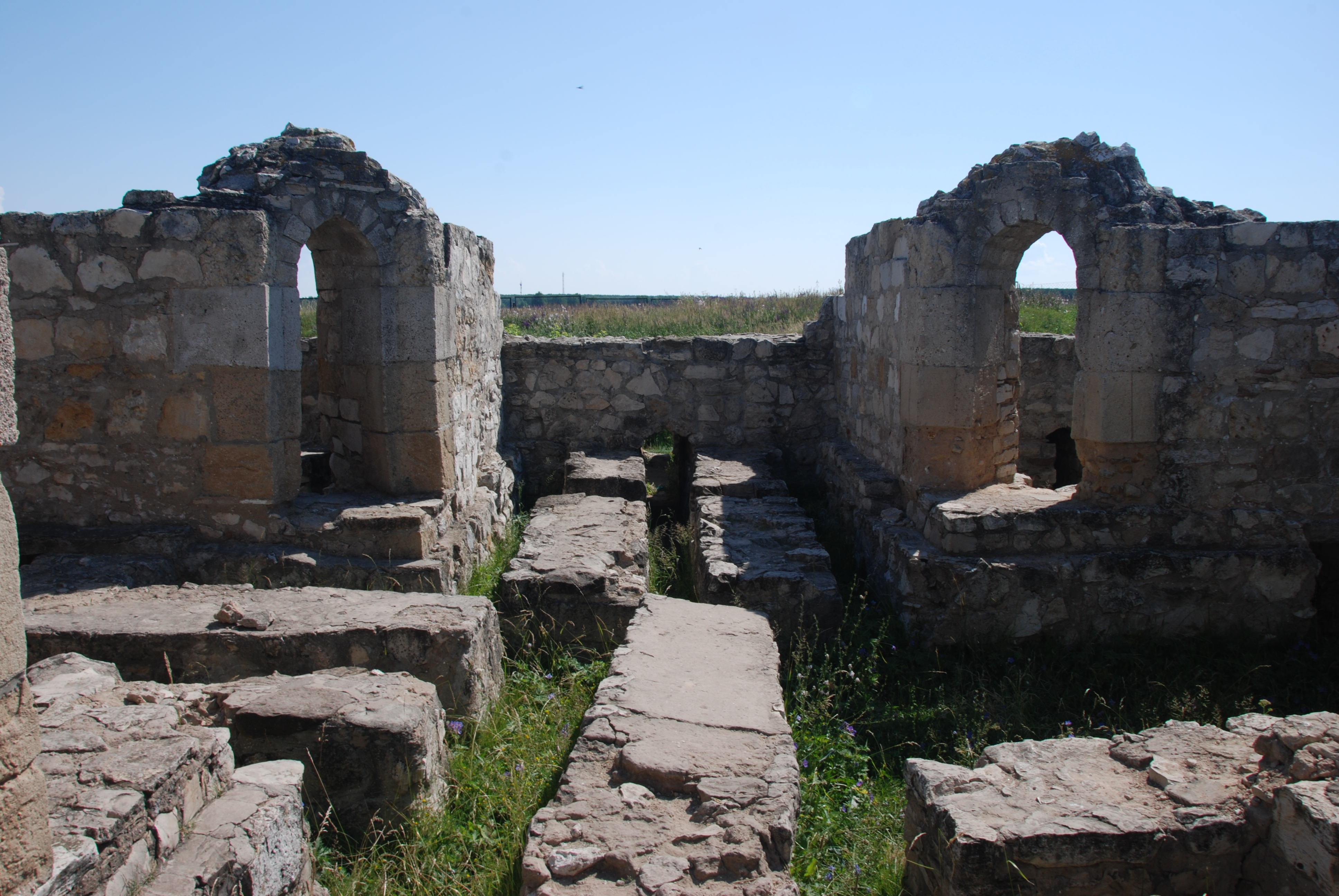
الغرفة البيضاء
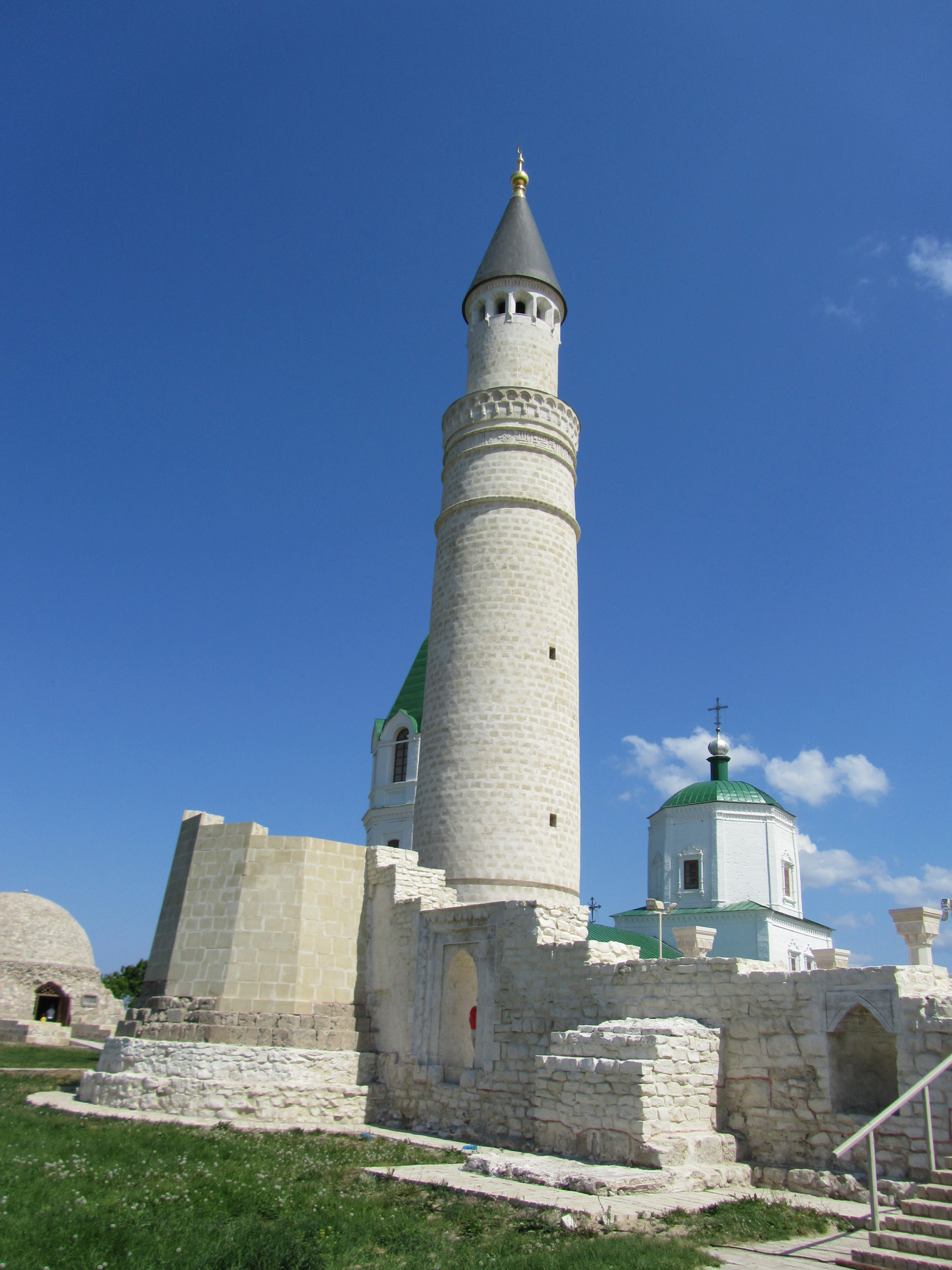
المنارة الكبيرة
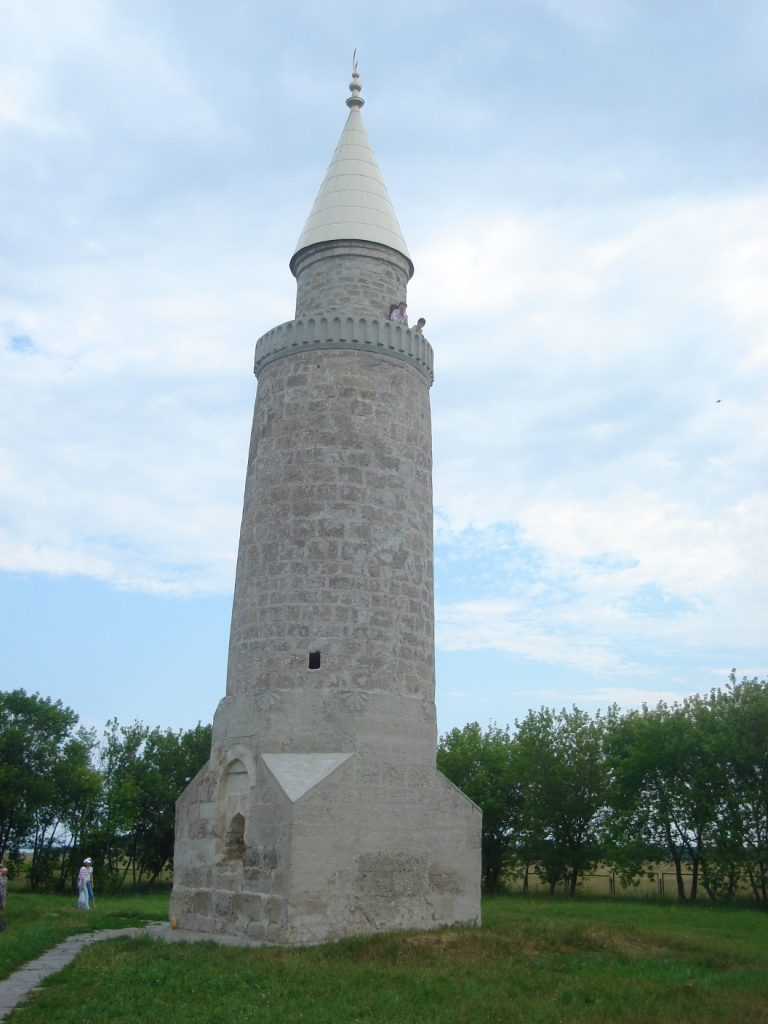
المنارة الصغيرة
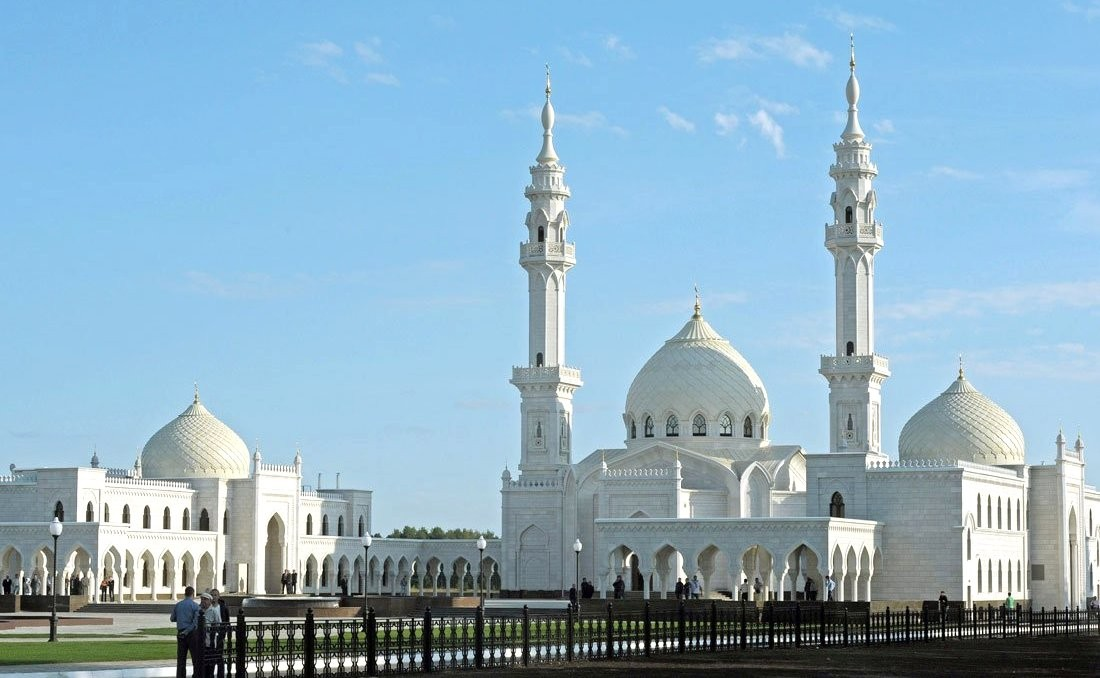
المسجد الأبيض الجديد بكاتدرائية بلغار

## أهمية

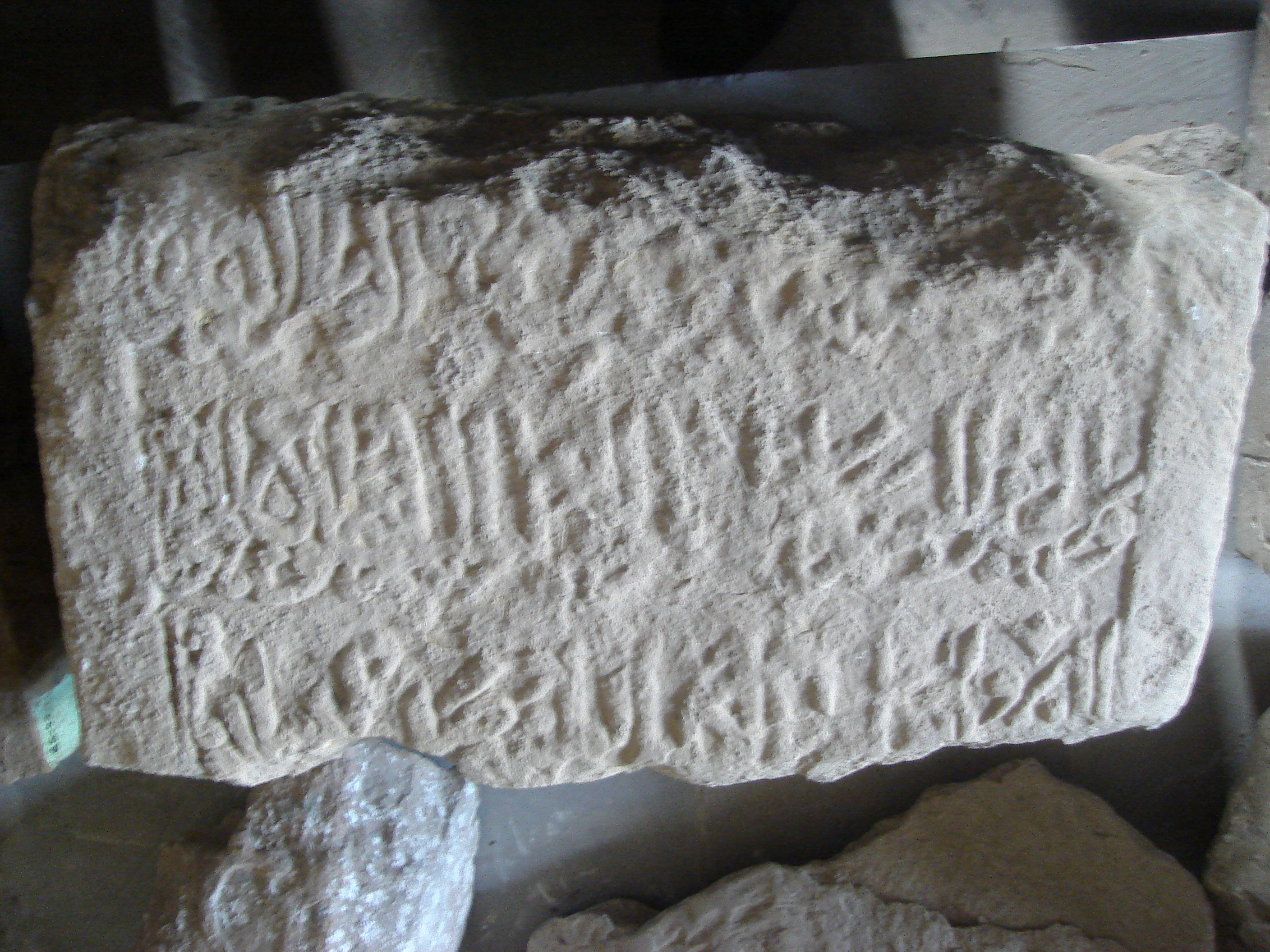
شاهد قبر مكتوب بلغة البلغار (من اللغات التركية) مع نص عربي

يشير التتار إلى عاصمة العصور الوسطى فولغا بولغاريا باسم شهريري بولغار (بالتتارية: Шәһри Болгар)‏، أي «مدينة بلغار». المدينة جزء من تراثهم الثقافي، لأن فولغا بلغاريا هي الدولة السابقة لخانات قازان، والتي بدورها سلف جمهورية تتارستان الروسية اليوم.
اليوم، عاصمة تتارستان هي قازان، لكن العديد من التتار يعتبرون بلغار عاصمتهم القديمة والدينية وتسمح بلمحة عن حياة بلغار المسلمين قبل الغزو المغولي لفولجا بلغاريا.